# Partido de los Demócratas Ingleses
El Partido de los Demócratas Ingleses (inglés: English Democrats Party o EDP) es un partido político federalista del Reino Unido. Aunque no quiere independencia para Inglaterra, el EDP quiere un parlamento delegado para Inglaterra como en los otros países del Reino Unido (Escocia, Gales y Irlanda del Norte. Su lema es “Not left, not right, but English” (español: Ni izquierda, ni derecha: inglés). Actualmente, el partido no tiene miembros del parlamento, pero tiene un alcalde elegido y diez concejales de niveles diferentes.
El EDP quiere un referéndum para el condado galés de Monmouthshire a volver a Inglaterra. El condado fue dado a Inglaterra en 1543 por el rey Enrique VIII de Inglaterra, que era galés. Volvió a Gales en 1974.
El 6 de junio de 2009 el candidato del EDP Peter Davies fue elegido como alcalde de la autoridad unitaria de Doncaster en Yorkshire del Sur. El subcampeón de la elección, el candidato independiente Nick Maye, dijo que fue “uno de los días más tristes en la historia política de Doncaster”.
El 8 de octubre de 2009 dos concejales del Partido Conservador para la autoridad unitaria de Peterborough en Cambridgeshire juntaron el EDP. Dijeron que la administración del Partido Conservador en Peterborough fue “como una dictadura.”
Debido a miembros que dejaron del Partido Nacional Británico (BNP) para el EDP, el partido dijo el 2 de mayo de 2008 que no tiene enlaces al BNP. Robin Tilbrook, el líder del EDP dijo que “No tenemos ningún enlace con el BNP. Competimos contra el BNP en elecciones y tenemos candidatos que no son inglés en origen étnico. No somos preocupados por raza, pero hacemos campaña para la identidad inglesa. El hogar es adonde hay el corazón. Color no es pertinente.”